# Im Tadel
Der Naturwald Im Tadel ist ein etwa 51 Hektar großes Naturschutzgebiet südlich der Gemeinde Brest im Landkreis Stade.

## Allgemeines

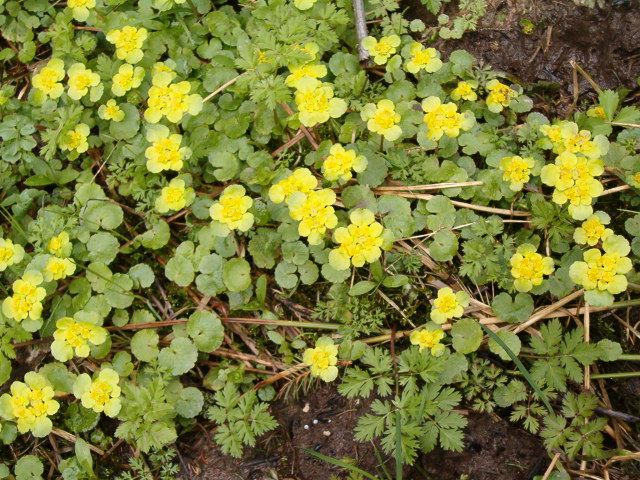
Milzkraut

Das Naturschutzgebiet Im Tadel liegt auf dem Stader Geestrücken und bildet das Quellgebiet eines Bachlaufs. Es ist in zwei Bereiche aufgeteilt, das eigentliche Waldgebiet Im Tadel sowie eine nördlich gelegene kleinere Fläche mit der Bezeichnung Vorderste Rehmen. Beides sind feuchte bis nasse Standorte, auf denen naturnahe Wälder wachsen, teilweise sind auch Grünlandflächen einbezogen. Je nach Relief und Bodenbeschaffenheit treten verschiedene Waldtypen wie Eichen-Hainbuchenwald, Eschen-Erlen-Auwald, Erlen-Birkenbruchwald oder Birkenmoorwald auf. In dem Gebiet sind zahlreiche seltene Pflanzenarten wie Leberblümchen, Milzkraut und Lungenkraut beheimatet.
Das Naturschutzgebiet trägt das Kennzeichen NSG LÜ 156.